# Praga T-8
Dělostřelecký tahač Praga T-8 byl modifikací československého dělostřeleckého pásového traktoru Praga T-6 se silnějším motorem i větší hmotností. Jeho výrobcem byl podnik ČKD Praha. Vyráběl se od roku 1937, před válkou byl vyvážen do zahraničí, byl užíván zejména v druhé světové válce.

## Technické údaje
- Hmotnost: 8,5 t
- Délka: 5,83 m
- Šířka: 2,42 m
- Výška: 2,08 m
- Osádka: 3 muži
- Pohon: motor Praga, vodou chlazený šestiválec
- Obsah motoru: 9650 cm³
- Výkon: 142 k
- Maximální rychlost: 31 km/h
- Operační dosah: 200 km
- Vlastnosti: utáhl až 8 tun